# Хади, Закир Хадиевич
Хади Закир Хадиевич (тат. Закир Һади, Закир Һади улы Һадиев, 1863—1932) — татарский писатель, просветитель, педагог.

## Биография и творчество
Хади Закир Хадиевич родился в 1863 году в деревне Еремкино Белебеевского уезда Оренбургской губернии (ныне село Еремкино Шаранского района Республики Башкортостан). Начальное образование получил в семье — его отец в зимнее время обучал грамоте детей своей деревни.
C 12 лет учился в Тумутукском медресе. В Нижнем Новгороде несколько месяцев работал на кожевенном производстве.
Окончил медресе в городе Касимове Рязанской губернии. В 5-6 км от Касимова в селе Татарский Бай (Татар Бае) были открыты курсы по подготовке учителей. З. Хади, бросив медресе, поступил на этот курс. По окончании курса уехал в село Мульта и устроился на работу учителем.
Наряду с преподавательской работой на селе, работал над повышением своего образования. В это же время он приступил к творческой работе. В летние каникулы, снимая квартиру в Касимове, он продолжает изучение русского языка, путешествует, посещает Москву, Санкт-Петербург, Уфу. В совершенстве знал турецкий и арабский языки.
Его первый рассказ, «Бәхетле кыз» («Счастливая девушка»), был написан в 1903 году в Мунтово и опубликован в 1904 году в Оренбурге. После последовали рассказы «Официант», «Хәер дога». Выход в свет рассказа «Несчастная девушка» совпадает с отъездом Закира в 1905 году в Одессу, где он учительствовал в татарской новометодной школе.
В 1908 году З. Хади некоторое время находился в Казани.
Между 1914-1918 годами преподает в Харькове, где в те годы образовалась многочисленная татарская община, состоявшая в основном из выходцев из Пензенской губернии, а также касимовских татар. Затем вернулся в Еремкино. В 1919-1920 годах работал учителем в селе Барсуково Шаранского района. После 1921-1922 годов вновь уехал в Касимов и поселился в татарской деревне Бимсала (Царицыно). Там он также продолжил преподавательскую работу. Закир Хади умер в 1933 году, по другим данным в 1932  году, похоронен в деревне Бимсала Рязанской области.

## Творческое наследие
- Бәхетле кыз: хикәя. – Оренбург, 1904. – 100 б.
- Официант: хикәя. – Оренбург, 1904. – 40 б.
- Бәхетсез кыз: хикәя. – Оренбург, 1905.
- Мәгъсүм: хикәя. – Оренбург, 1906. – 40 б.
- Хәер дога: хикәя. – Оренбург, 1906.
- Яңа Әсхабе кяһәф: хикәя. – Казан, 1908. – 20 б.
- Җиһанша хәзрәт: хикәя. – Казан, 1908. – 64 б.
- Сайланма әсәрләр. – Казан: Татар. кит. нәшр., 1957.

Первая публикация повести и избранных рассказов Заки Хади на кириллице была издана в Казани 1957 году. Повесть «Җиһанша хәзрәт» была переиздана в 2001 году также в Казани.

## Переводы его творчества
- В 2018 году в Уфе вышел сборник Закира Хади в переводе на башкирский язык.[6]

## Память
Именем писателя названа улица в с. Еремкино Шаранского района РБ.